# Фултон (Алабама)
Фултон (англ. Fulton) — місто (англ. town) в США, в окрузі Кларк штату Алабама. Населення — 223 особи (2020).

## Географія
Фултон розташований за координатами 31°47′28″ пн. ш. 87°44′39″ зх. д. / 31.79111° пн. ш. 87.74417° зх. д. (31.790989, -87.744212).  За даними Бюро перепису населення США в 2010 році місто мало площу 6,35 км², з яких 6,35 км² — суходіл та 0,00 км² — водойми.

## Демографія
Згідно з переписом 2010 року, у місті мешкали 272 особи в 113 домогосподарствах у складі 81 родини. Густота населення становила 43 особи/км².  Було 128 помешкань (20/км²).
Расовий склад населення:
| - 84,9 % — білих - 11,0 % — чорних або афроамериканців - 0,7 % — азіатів - 1,5 % — осіб інших рас |

До двох чи більше рас належало 1,8 %. Частка іспаномовних становила 3,3 % від усіх жителів.
За віковим діапазоном населення розподілялося таким чином: 21,7 % — особи молодші 18 років, 59,9 % — особи у віці 18—64 років, 18,4 % — особи у віці 65 років та старші. Медіана віку мешканця становила 42,3 року. На 100 осіб жіночої статі у місті припадало 85,0 чоловіків;  на 100 жінок у віці від 18 років та старших — 83,6 чоловіків також старших 18 років.
Середній дохід на одне домашнє господарство  становив 39 467 доларів США (медіана — 32 083), а середній дохід на одну сім'ю — 48 533 долари (медіана — 46 964). За межею бідності перебувало 19,9 % осіб, у тому числі 41,2 % дітей у віці до 18 років та 21,4 % осіб у віці 65 років та старших.
Цивільне працевлаштоване населення становило 60 осіб. Основні галузі зайнятості: роздрібна торгівля — 30,0 %, виробництво — 30,0 %, освіта, охорона здоров'я та соціальна допомога — 25,0 %.